# ایشتوان بارانی
ایشتوان بارانْیْ (مجاری: Bárány István؛ زادهٔ زادهٔ ۲۰ دسامبر ۱۹۰۷ - درگذشتهٔ ۲۱ فوریهٔ ۱۹۹۵) شناگر اهل مجارستان است.